# Russia Leaves the War
Russia Leaves the War (en español: Rusia deja la guerra) es un libro publicado en 1956 por Princeton University Press, escrito por George F. Kennan. 
El libro ganó el Premio Pulitzer, así como el National Book Award en la categoría de "no ficción", el George Bancroft Prize y el Francis Parkman Prize. Los primeros dos volúmenes habla acerca de las relaciones soviéticas-estadounidenses entre 1917 y 1920. Russia Leaves the War cubre la Revolución rusa de 1917 y la salida de Rusia en la Primera Guerra Mundial en 1918. El segundo volumen, The Decision to Intervene, explora la participación de los Estados Unidos en Siberia.